# Swedish Open 2018 - Doppio
Julian Knowle e Philipp Petzschner erano i detentori del titolo, ma Knowle ha deciso di non partecipare a questa edizione del torneo. Petzschner ha fatto coppia con Jürgen Melzer.
In finale Julio Peralta e Horacio Zeballos ha sconfitto in finale Simone Bolelli e Fabio Fognini col punteggio di 6-3, 6-4.

## Teste di serie
1. Maks Mirny /  Philipp Oswald (semifinale)
2. Julio Peralta /  Horacio Zeballos (campioni)

1. Marcus Daniell /  Wesley Koolhof (quarti di finale)
2. David Marrero /  Aisam-ul-Haq Qureshi (primo turno)

## Wildcard
1. Markus Eriksson /  Andreas Siljeström (primo turno)

1. Elias Ymer /  Mikael Ymer (primo turno)

## Tabellone

### Legenda
| - Q = Qualificato - WC = Wild card - LL = Lucky loser | - ALT = Alternate - SE = Special Exempt - PR = Protected Ranking | - w/o = Walkover - r = Ritirato - d = Squalificato |

|  | Ottavi di finale    | Ottavi di finale             | Ottavi di finale        | Ottavi di finale | Ottavi di finale |  |  | Quarti di finale      | Quarti di finale      | Quarti di finale      | Quarti di finale     | Quarti di finale     |   |      | Semifinali            | Semifinali            | Semifinali            | Semifinali           | Semifinali           |   |   | Finale | Finale | Finale | Finale | Finale |  |
|  |                     |                              |                         |                  |                  |  |  |                       |                       |                       |                      |                      |   |      |                       |                       |                       |                      |                      |   |   |        |        |        |        |        |  |
|  | 1                   | M Mirny P Oswald             | 6                       | 1                | [10]             |  |  |                       |                       |                       |                      |                      |   |      |                       |                       |                       |                      |                      |   |   |        |        |        |        |        |  |
|  |                     | R Carballés Baena F Delbonis | 3                       | 6                | [8]              |  |  | M Mirny P Oswald      | M Mirny P Oswald      | M Mirny P Oswald      | 6                    | 6                    |   |      |                       |                       |                       |                      |                      |   |   |        |        |        |        |        |  |
|  |                     | F Neis F Romboli             | F Neis F Romboli        | 7                | 6                |  |  | F Neis F Romboli      | F Neis F Romboli      | F Neis F Romboli      | 3                    | 3                    |   |      |                       |                       |                       |                      |                      |   |   |        |        |        |        |        |  |
|  | WC                  | M Eriksson A Siljeström      | M Eriksson A Siljeström | 5                | 4                |  |  |                       |                       |                       |                      |                      |   |      | M Mirny P Oswald      | M Mirny P Oswald      | 3                     | 6                    | [4]                  |   |   |        |        |        |        |        |  |
|  | 4                   | D Marrero A-u-H Qureshi      | D Marrero A-u-H Qureshi | 4                | 4                |  |  |                       |                       | S Bolelli F Fognini   | S Bolelli F Fognini  | 6                    | 4 | [10] |                       |                       |                       |                      |                      |   |   |        |        |        |        |        |  |
|  |                     | M López J Munar              | M López J Munar         | 6                | 6                |  |  | M López J Munar       | M López J Munar       | M López J Munar       | 0                    | 3                    |   |      |                       |                       |                       |                      |                      |   |   |        |        |        |        |        |  |
|  | S Bolelli F Fognini | S Bolelli F Fognini          | S Bolelli F Fognini     | 6                | 6                |  |  | S Bolelli F Fognini   | S Bolelli F Fognini   | S Bolelli F Fognini   | 6                    | 6                    |   |      |                       |                       |                       |                      |                      |   |   |        |        |        |        |        |  |
|  | L Mayer A Molteni   | L Mayer A Molteni            | L Mayer A Molteni       | 2                | 4                |  |  |                       |                       |                       |                      |                      |   |      | S Bolelli F Fognini   | S Bolelli F Fognini   | S Bolelli F Fognini   | 3                    | 4                    |   |   |        |        |        |        |        |  |
|  | PR                  | J Melzer P Petzschner        | 5                       | 6                | [10]             |  |  |                       |                       |                       |                      |                      |   |      |                       |                       | J Peralta H Zeballos  | J Peralta H Zeballos | J Peralta H Zeballos | 6 | 6 |        |        |        |        |        |  |
|  |                     | S Balaji V Vardhan           | 7                       | 4                | [8]              |  |  | J Melzer P Petzschner | J Melzer P Petzschner | J Melzer P Petzschner | 7                    | 6                    |   |      |                       |                       |                       |                      |                      |   |   |        |        |        |        |        |  |
|  | WC                  | E Ymer M Ymer                | E Ymer M Ymer           | 1                | 2                |  |  | M Daniell W Koolhof   | M Daniell W Koolhof   | M Daniell W Koolhof   | 64                   | 3                    |   |      |                       |                       |                       |                      |                      |   |   |        |        |        |        |        |  |
|  | 3                   | M Daniell W Koolhof          | M Daniell W Koolhof     | 6                | 6                |  |  |                       |                       |                       |                      |                      |   |      | J Melzer P Petzschner | J Melzer P Petzschner | J Melzer P Petzschner | 3                    | 2                    |   |   |        |        |        |        |        |  |
|  | H-y Peng R Roelofse | H-y Peng R Roelofse          | H-y Peng R Roelofse     | 2                | 4                |  |  |                       |                       | J Peralta H Zeballos  | J Peralta H Zeballos | J Peralta H Zeballos | 6 | 6    |                       |                       |                       |                      |                      |   |   |        |        |        |        |        |  |
|  | R Albot D Istomin   | R Albot D Istomin            | R Albot D Istomin       | 6                | 6                |  |  | R Albot D Istomin     | R Albot D Istomin     | R Albot D Istomin     | 1                    | 3                    |   |      |                       |                       |                       |                      |                      |   |   |        |        |        |        |        |  |
|  |                     | S Gillé J Vliegen            | 6                       | 3                | [7]              |  |  | J Peralta H Zeballos  | J Peralta H Zeballos  | J Peralta H Zeballos  | 6                    | 6                    |   |      |                       |                       |                       |                      |                      |   |   |        |        |        |        |        |  |
|  | 2                   | J Peralta H Zeballos         | 4                       | 6                | [10]             |  |  |                       |                       |                       |                      |                      |   |      |                       |                       |                       |                      |                      |   |   |        |        |        |        |        |  |